# (950) Аренса
(950) А́ренса (лат. Ahrensa) — астероид Главного астероидного пояса. Открыт 1 апреля 1921 года немецким астрономом Карлом Рейнмутом в Хайдельберге, Германия. Назван в честь семьи Аренсов (нем. Ahrens), друзей исследователя, которые оказывали материальную помощь обсерватории Хайдельберг-Кёнигштуль.
Астероид не пересекает орбиту Земли, и делает полный оборот вокруг Солнца за 3,65 Юлианских лет.

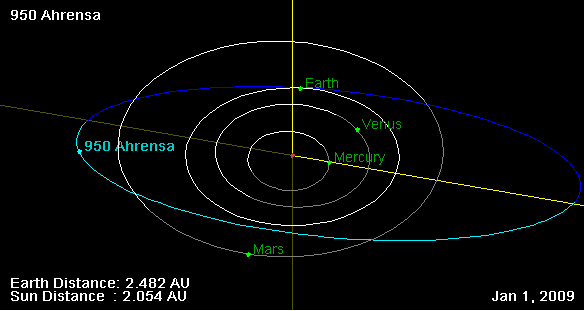
Орбита астероида Аренса, и его положение в Солнечной системе на 01.01.2009 г. Рисунок NASA JPL Small Body Orbit Viewer applet